# بلژیک در مسابقه آواز یوروویژن
بلژیک تاکنون ۶۱ بار در مسابقه آواز یوروویژن شرکت کرده‌است و جزو هفت کشور اول پایه‌گذار این مسابقات در سال ۱۹۵۶ بود. تنها کشورهای آلمان (۶۳ بار)، فرانسه در مسابقه آواز یوروویژن (۶۲ بار)، و بریتانیا (۶۲ بار) بیشتر از بلژیک در یوروویژن حضور داشته‌اند. بلژیک تاکنون فقط سه بار در این مسابقات حضور نداشته: ۱۹۹۴، ۱۹۹۷، ۲۰۰۱ که علت آن رتبه بسیار در سال قبلش بود. بلژیک تاکنون یک بار برنده یوروویژن شده‌است، در سال ۱۹۸۶.

## خلاصه
راهنما
| سال                       | هنرمند                        | زبان                | عنوان                             | فینال                         | امتیاز                        | نیمه‌نهایی                   | امتیاز                      |
| ------------------------- | ----------------------------- | ------------------- | --------------------------------- | ----------------------------- | ----------------------------- | --------------------------- | --------------------------- |
| مسابقه آواز یوروویژن ۱۹۵۶ | Fud Leclerc                   | زبان فرانسوی        | "Messieurs les noyés de la Seine" | 2[a]                          | N/A[a]                        | بدون نیمه‌نهایی              | بدون نیمه‌نهایی              |
| مسابقه آواز یوروویژن ۱۹۵۶ | Mony Marc                     | فرانسوی             | "Le plus beau jour de ma vie"     | 2[a]                          | N/A[a]                        | بدون نیمه‌نهایی              | بدون نیمه‌نهایی              |
| مسابقه آواز یوروویژن ۱۹۵۷ | Bobbejaan Schoepen            | زبان هلندی          | "Straatdeuntje"                   | 8                             | 5                             | بدون نیمه‌نهایی              | بدون نیمه‌نهایی              |
| مسابقه آواز یوروویژن ۱۹۵۸ | Fud Leclerc                   | فرانسوی             | "Ma petite chatte"                | 5                             | 8                             | بدون نیمه‌نهایی              | بدون نیمه‌نهایی              |
| مسابقه آواز یوروویژن ۱۹۵۹ | Bob Benny                     | هلندی               | "Hou toch van mij"                | 6                             | 9                             | بدون نیمه‌نهایی              | بدون نیمه‌نهایی              |
| مسابقه آواز یوروویژن ۱۹۶۰ | Fud Leclerc                   | فرانسوی             | "Mon amour pour toi"              | 6                             | 9                             | بدون نیمه‌نهایی              | بدون نیمه‌نهایی              |
| مسابقه آواز یوروویژن ۱۹۶۱ | Bob Benny                     | هلندی               | "September, gouden roos"          | 15                            | 1                             | بدون نیمه‌نهایی              | بدون نیمه‌نهایی              |
| مسابقه آواز یوروویژن ۱۹۶۲ | Fud Leclerc                   | فرانسوی             | "Ton nom"                         | 13                            | 0                             | بدون نیمه‌نهایی              | بدون نیمه‌نهایی              |
| مسابقه آواز یوروویژن ۱۹۶۳ | Jacques Raymond               | هلندی               | "Waarom?"                         | 10                            | 4                             | بدون نیمه‌نهایی              | بدون نیمه‌نهایی              |
| مسابقه آواز یوروویژن ۱۹۶۴ | Robert Cogoi                  | فرانسوی             | "Près de ma rivière"              | 10                            | 2                             | بدون نیمه‌نهایی              | بدون نیمه‌نهایی              |
| مسابقه آواز یوروویژن ۱۹۶۵ | Lize Marke                    | هلندی               | "Als het weer lente is"           | 17                            | 0                             | بدون نیمه‌نهایی              | بدون نیمه‌نهایی              |
| مسابقه آواز یوروویژن ۱۹۶۶ | Tonia                         | فرانسوی             | "Un peu de poivre, un peu de sel" | 4                             | 14                            | بدون نیمه‌نهایی              | بدون نیمه‌نهایی              |
| مسابقه آواز یوروویژن ۱۹۶۷ | Louis Neefs                   | هلندی               | "Ik heb zorgen"                   | 7                             | 8                             | بدون نیمه‌نهایی              | بدون نیمه‌نهایی              |
| مسابقه آواز یوروویژن ۱۹۶۸ | Claude Lombard                | فرانسوی             | "Quand tu reviendras"             | 7                             | 8                             | بدون نیمه‌نهایی              | بدون نیمه‌نهایی              |
| مسابقه آواز یوروویژن ۱۹۶۹ | Louis Neefs                   | هلندی               | "Jennifer Jennings"               | 7                             | 10                            | بدون نیمه‌نهایی              | بدون نیمه‌نهایی              |
| مسابقه آواز یوروویژن ۱۹۷۰ | Jean Vallée                   | فرانسوی             | "Viens l'oublier"                 | 8                             | 5                             | بدون نیمه‌نهایی              | بدون نیمه‌نهایی              |
| مسابقه آواز یوروویژن ۱۹۷۱ | Lily Castel & Jacques Raymond | هلندی               | "Goeiemorgen, morgen"             | 14                            | 68                            | بدون نیمه‌نهایی              | بدون نیمه‌نهایی              |
| مسابقه آواز یوروویژن ۱۹۷۲ | Serge & Christine Ghisoland   | فرانسوی             | "À la folie ou pas du tout"       | 17                            | 55                            | بدون نیمه‌نهایی              | بدون نیمه‌نهایی              |
| مسابقه آواز یوروویژن ۱۹۷۳ | Nicole & Hugo                 | هلندی               | "Baby, Baby"                      | 17                            | 58                            | بدون نیمه‌نهایی              | بدون نیمه‌نهایی              |
| مسابقه آواز یوروویژن ۱۹۷۴ | Jacques Hustin                | فرانسوی             | "Fleur de liberté"                | 9                             | 10                            | بدون نیمه‌نهایی              | بدون نیمه‌نهایی              |
| مسابقه آواز یوروویژن ۱۹۷۵ | Ann Christy                   | هلندی, زبان انگلیسی | "Gelukkig zijn"                   | 15                            | 17                            | بدون نیمه‌نهایی              | بدون نیمه‌نهایی              |
| مسابقه آواز یوروویژن ۱۹۷۶ | Pierre Rapsat                 | فرانسوی             | "Judy et Cie"                     | 8                             | 68                            | بدون نیمه‌نهایی              | بدون نیمه‌نهایی              |
| مسابقه آواز یوروویژن ۱۹۷۷ | Dream Express                 | انگلیسی             | "A Million in One, Two, Three"    | 7                             | 69                            | بدون نیمه‌نهایی              | بدون نیمه‌نهایی              |
| مسابقه آواز یوروویژن ۱۹۷۸ | Jean Vallée                   | فرانسوی             | "L'amour ça fait chanter la vie"  | 2                             | 125                           | بدون نیمه‌نهایی              | بدون نیمه‌نهایی              |
| مسابقه آواز یوروویژن ۱۹۷۹ | Micha Marah                   | هلندی               | "Hey Nana"                        | 18                            | 5                             | بدون نیمه‌نهایی              | بدون نیمه‌نهایی              |
| مسابقه آواز یوروویژن ۱۹۸۰ | تلکس (گروه موسیقی)            | فرانسوی             | "Euro-Vision"                     | 17                            | 14                            | بدون نیمه‌نهایی              | بدون نیمه‌نهایی              |
| مسابقه آواز یوروویژن ۱۹۸۱ | Emly Starr                    | هلندی               | "Samson"                          | 13                            | 40                            | بدون نیمه‌نهایی              | بدون نیمه‌نهایی              |
| مسابقه آواز یوروویژن ۱۹۸۲ | استلا ماسن                    | فرانسوی             | "Si tu aimes ma musique"          | 4                             | 96                            | بدون نیمه‌نهایی              | بدون نیمه‌نهایی              |
| مسابقه آواز یوروویژن ۱۹۸۳ | Pas de Deux                   | هلندی               | "Rendez-vous"                     | 18                            | 13                            | بدون نیمه‌نهایی              | بدون نیمه‌نهایی              |
| مسابقه آواز یوروویژن ۱۹۸۴ | Jacques Zegers                | فرانسوی             | "Avanti la vie"                   | 5                             | 70                            | بدون نیمه‌نهایی              | بدون نیمه‌نهایی              |
| مسابقه آواز یوروویژن ۱۹۸۵ | Linda Lepomme                 | هلندی               | "Laat me nu gaan"                 | 19                            | 7                             | بدون نیمه‌نهایی              | بدون نیمه‌نهایی              |
| مسابقه آواز یوروویژن ۱۹۸۶ | ساندرا کیم                    | فرانسوی             | "J'aime la vie"                   | 1                             | 176                           | بدون نیمه‌نهایی              | بدون نیمه‌نهایی              |
| مسابقه آواز یوروویژن ۱۹۸۷ | لیلیان سنت پییر               | هلندی, انگلیسی      | "Soldiers of Love"                | 11                            | 56                            | بدون نیمه‌نهایی              | بدون نیمه‌نهایی              |
| مسابقه آواز یوروویژن ۱۹۸۸ | Reynaert                      | فرانسوی             | "Laissez briller le soleil"       | 18                            | 5                             | بدون نیمه‌نهایی              | بدون نیمه‌نهایی              |
| مسابقه آواز یوروویژن ۱۹۸۹ | اینگبورگ (خواننده)            | هلندی               | "Door de wind"                    | 19                            | 13                            | بدون نیمه‌نهایی              | بدون نیمه‌نهایی              |
| مسابقه آواز یوروویژن ۱۹۹۰ | فیلیپپه لافونتین              | فرانسوی             | "Macédomienne"                    | 12                            | 46                            | بدون نیمه‌نهایی              | بدون نیمه‌نهایی              |
| مسابقه آواز یوروویژن ۱۹۹۱ | Clouseau                      | هلندی               | "Geef het op"                     | 16                            | 23                            | بدون نیمه‌نهایی              | بدون نیمه‌نهایی              |
| مسابقه آواز یوروویژن ۱۹۹۲ | Morgane                       | فرانسوی             | "Nous, on veut des violons"       | 20                            | 11                            | بدون نیمه‌نهایی              | بدون نیمه‌نهایی              |
| مسابقه آواز یوروویژن ۱۹۹۳ | باربارا دکس                   | هلندی               | "Iemand als jij"                  | 25                            | 3                             | بدون نیمه‌نهایی              | بدون نیمه‌نهایی              |
| مسابقه آواز یوروویژن ۱۹۹۴ | شرکت نکرد                     | شرکت نکرد           | شرکت نکرد                         | شرکت نکرد                     | شرکت نکرد                     | بدون نیمه‌نهایی              | بدون نیمه‌نهایی              |
| مسابقه آواز یوروویژن ۱۹۹۵ | Frédéric Etherlinck           | فرانسوی             | "La voix est libre"               | 20                            | 8                             | بدون نیمه‌نهایی              | بدون نیمه‌نهایی              |
| مسابقه آواز یوروویژن ۱۹۹۶ | لیزا دل بو                    | هلندی               | "Liefde is een kaartspel"         | 16                            | 22                            | 12                          | 45                          |
| مسابقه آواز یوروویژن ۱۹۹۷ | شرکت نکرد                     | شرکت نکرد           | شرکت نکرد                         | شرکت نکرد                     | شرکت نکرد                     | بدون نیمه‌نهایی              | بدون نیمه‌نهایی              |
| مسابقه آواز یوروویژن ۱۹۹۸ | Mélanie Cohl                  | فرانسوی             | "Dis oui"                         | 6                             | 122[c]                        | بدون نیمه‌نهایی              | بدون نیمه‌نهایی              |
| مسابقه آواز یوروویژن ۱۹۹۹ | Vanessa Chinitor              | انگلیسی             | "Like the Wind"                   | 12                            | 38                            | بدون نیمه‌نهایی              | بدون نیمه‌نهایی              |
| مسابقه آواز یوروویژن ۲۰۰۰ | Nathalie Sorce                | فرانسوی             | "Envie de vivre"                  | 24                            | 2                             | بدون نیمه‌نهایی              | بدون نیمه‌نهایی              |
| مسابقه آواز یوروویژن ۲۰۰۱ | شرکت نکرد                     | شرکت نکرد           | شرکت نکرد                         | شرکت نکرد                     | شرکت نکرد                     | بدون نیمه‌نهایی              | بدون نیمه‌نهایی              |
| مسابقه آواز یوروویژن ۲۰۰۲ | Sergio & The Ladies           | انگلیسی             | "Sister"                          | 13                            | 33                            | بدون نیمه‌نهایی              | بدون نیمه‌نهایی              |
| مسابقه آواز یوروویژن ۲۰۰۳ | Urban Trad                    | زبان فراساخته       | "Sanomi"                          | 2                             | 165                           | بدون نیمه‌نهایی              | بدون نیمه‌نهایی              |
| مسابقه آواز یوروویژن ۲۰۰۴ | ژاندی                         | انگلیسی             | " 1 Life "                        | 22                            | 7                             | جزو ده کشور برتر در سال قبل | جزو ده کشور برتر در سال قبل |
| مسابقه آواز یوروویژن ۲۰۰۵ | نونو رزنده                    | فرانسوی             | "Le grand soir"                   | از راه یافتن به فینال بازماند | از راه یافتن به فینال بازماند | 22                          | 29                          |
| مسابقه آواز یوروویژن ۲۰۰۶ | کیت رایان                     | انگلیسی, فرانسوی    | "Je t'adore"                      | از راه یافتن به فینال بازماند | از راه یافتن به فینال بازماند | 12                          | 69                          |
| مسابقه آواز یوروویژن ۲۰۰۷ | The KMG's                     | انگلیسی             | "Love Power"                      | از راه یافتن به فینال بازماند | از راه یافتن به فینال بازماند | 26                          | 14                          |
| مسابقه آواز یوروویژن ۲۰۰۸ | ایشتار (گروه موسیقی)          | من‌درآوردی           | "O Julissi"                       | از راه یافتن به فینال بازماند | از راه یافتن به فینال بازماند | 17                          | 16                          |
| مسابقه آواز یوروویژن ۲۰۰۹ | پاتریک اوچنه                  | انگلیسی             | "Copycat"                         | از راه یافتن به فینال بازماند | از راه یافتن به فینال بازماند | 17                          | 1                           |
| مسابقه آواز یوروویژن ۲۰۱۰ | تام دایس                      | انگلیسی             | "Me and My Guitar"                | 6                             | 143                           | 1                           | 167                         |
| مسابقه آواز یوروویژن ۲۰۱۱ | ویتلوف بی                     | انگلیسی             | "With Love Baby"                  | به فینال راه نیافت            | به فینال راه نیافت            | 11                          | 53                          |
| مسابقه آواز یوروویژن ۲۰۱۲ | آیریس (خواننده)               | انگلیسی             | "Would You?"                      | به فینال راه نیافت            | به فینال راه نیافت            | 17                          | 16                          |
| مسابقه آواز یوروویژن ۲۰۱۳ | روبرتو بلاروسا                | انگلیسی             | "Love Kills"                      | 12                            | 71                            | 5                           | 75                          |
| مسابقه آواز یوروویژن ۲۰۱۴ | اکسل هیرسوکس                  | انگلیسی             | "Mother"                          | به فینال راه نیافت            | به فینال راه نیافت            | 14                          | 28                          |
| مسابقه آواز یوروویژن ۲۰۱۵ | لوئیک نوته                    | انگلیسی             | "ریتم درون"                       | 4                             | 217                           | 2                           | 149                         |
| مسابقه آواز یوروویژن ۲۰۱۶ | لورا تسورو                    | انگلیسی             | "What's the Pressure"             | 10                            | 181                           | 3                           | 274                         |
| مسابقه آواز یوروویژن ۲۰۱۷ | بلانچه (خواننده)              | انگلیسی             | "نورهای شهر (ترانه بلانچه)"       | 4                             | 363                           | 4                           | 165                         |
| مسابقه آواز یوروویژن ۲۰۱۸ | سنیک                          | انگلیسی             | "A Matter of Time"                | به فینال راه نیافت            | به فینال راه نیافت            | 12                          | 91                          |
| مسابقه آواز یوروویژن ۲۰۱۹ | الیوت واسامیلت                | انگلیسی             | "Wake Up"                         | به فینال راه نیافت            | به فینال راه نیافت            | 13                          | 70                          |
| مسابقه آواز یوروویژن ۲۰۲۰ |                               |                     |                                   |                               |                               |                             |                             |